# 袁光
袁光（1909年—1998年），中国人民解放军将领、中国人民解放军开国少将。
曾任中国人民解放军铁道兵政治部副主任。1955年，授予中国人民解放军少将。